# Paphos (district)
Het district Paphos (Grieks: Επαρχία Πάφου; Turks: Baf kazası) is een van de zes districten van de republiek Cyprus en heeft 88.266 inwoners.
De hoofdstad van het district is Paphos.

## Gemeenten
Volgens de Statistische Dienst van Cyprus bestaat district Paphos uit 121 gemeenten en 4 steden. De steden zijn vetgedrukt.
- Acheleia
- Agia Marina Chrysochous
- Agia Marina Kelokedaron
- Agia Marinouda
- Agia Varvara
- Agios Dimitrianos
- Agios Georgios
- Agios Ioannis
- Agios Isidoros
- Agios Nikolaos
- Akoursos
- Amargeti
- Anadiou
- Anarita
- Androlikou
- Argaka
- Arminou
- Armou
- Asprogia
- Axylou
- Chlorakas
- Choletria
- Choli
- Choulou
- Chrysochou
- Drouseia
- Drymou
- Eledio
- Empa
- Episkopi
- Evretou
- Faleia
- Fasli
- Fasoula
- Filousa Chrysochous
- Filousa Kelokedaron
- Foinikas
- Fyti
- Galataria
- Geroskipou
- Gialia
- Giolou
- Goudi
- Ineia
- Kallepeia
- Kannaviou
- Karamoullides
- Kathikas
- Kato Akourdaleia
- Kato Arodes
- Kedares
- Kelokedara
- Kidasi
- Kissonerga
- Koili
- Koilineia
- Konia
- Kouklia
- Kourdaka
- Kritou Marottou
- Kritou Tera
- Kynousa
- Lapithiou
- Lasa
- Lemona
- Lemba
- Letymvou
- Livadi
- Loukrounou
- Lysos
- Makounta
- Mamonia
- Mamountali
- Mandria
- Marathounta
- Maronas
- Meladeia
- Melandra
- Mesa Chorio
- Mesana
- Mesogi
- Milia
- Miliou
- Mousere
- Nata
- Nea Dimmata
- Neo Chorio
- Nikokleia
- Paphos
- Pano Akourdaleia
- Pano Archimandrita
- Pano Arodes
- Pano Panagia
- Pegeia
- Pelathousa
- Pentalia
- Peristerona
- Pitargou
- Polemi
- Polis
- Pomos
- Praitori
- Prastio
- Psathi
- Salamiou
- Sarama
- Simou
- Skoulli
- Souskiou
- Statos-Agios Fotios
- Stavrokonnou
- Steni
- Stroumpi
- Tala
- Terra
- Theletra
- Thrinia
- Timi
- Trachypedoula
- Tremithousa
- Trimithousa
- Tsáda
- Vretsia
- Zacharia

Famagusta · Kyrenia · Larnaca · Limasol · Nicosia · Paphos